# Prédateur (film, 2016)
Pour les articles homonymes, voir Prédateur (homonymie).
Pour plus de détails, voir Fiche technique et Distribution.
Prédateur (Prooi) est un film d'horreur néerlandais écrit et réalisé par Dick Maas, sorti en 2016.

## Synopsis
Vétérinaire au zoo d'Amsterdam, Lizzy est un jour contactée par un policier, Olaf, qui sollicite son aide pour enquêter sur le massacre d'une famille d'agriculteurs. Selon elle, les victimes ont été attaquées par un lion mangeur d'hommes. Plus tard, un golfeur est retrouvé mutilé à son tour, également tué par l'animal sauvage. Alors que les morts s'accumulent et que la rumeur circule dans la ville, le chef de la police refuse de croire qu'un gigantesque lion est responsable de cette hécatombe et choisit de ne pas communiquer sur l'affaire. Malgré elle, Lizzy se retrouve à la tête d'une gigantesque battue organisée à travers la capitale néerlandaise afin de capturer ou anéantir à tout prix la bête surdimensionnée et sanguinaire. La vétérinaire contacte son ancien compagnon, un Britannique chasseur de fauves, pour mettre fin à ses agissements. 

## Fiche technique
- Titre original : Prooi
- Titre français : Prédateur
- Réalisation, scénario et musique : Dick Maas
- Montage : Bert Rijkelijkhuizen
- Photographie : Lennert Hillege
- Production : Dick Maas, Maria Peters et Dave Schram
- Société de distribution : Dutch FilmWorks
- Pays d'origine :  Pays-Bas
- Langue originale : néerlandais
- Format : couleur
- Genre : horreur
- Durée : 108 minutes
- Dates de sortie : 
  - Pays-Bas : 13 octobre 2016
  - France : 27 octobre 2018 (DVD)

## Distribution
- Sophie van Winden : Lizzy
- Julian Looman : Dave
- Mark Frost : Jack DelaRue
- Rienus Krul : Brinkers
- Lobke de Boer : la fille de la ferme
- Victor Löw : le cousin du commissaire
- Rutger de Bekker : un golfeur
- Mattijn Hartemink : un golfeur
- Pieter Derks : le journaliste Maarten
- Jaap ten Holt : un paysan
- Jessica Zeylmaker : une paysanne
- Robin Hagens : Gerrit
- Mamoun Elyounoussi : Rotibezorger
- Bart Klever : un client de l'hôtel
- Caitlin Rose Williams : la secrétaire
- Jeroen de Man : L'échevin du district